# Marmosops
Genre
Marmosops est un genre de marsupiaux de la famille des Didelphidae.
Ce genre de sarigues ou opossums comprend les espèces suivantes :
- Marmosops bishopi (Pine, 1981)
- Marmosops caucae (Thomas, 1900)
- Marmosops cracens (Handley & Gordon, 1979)
- Marmosops creightoni Voss, Tarkfa & Yensen, 2004
- Marmosops fuscatus (Thomas, 1896)
- Marmosops handleyi (Pine, 1981)
- Marmosops impavidus (Tschudi, 1845)
- Marmosops incanus (Lund, 1841)
- Marmosops invictus (Goldman, 1912)
- Marmosops juninensis (Tate, 1931)
- Marmosops neblina Gardner, 1990
- Marmosops noctivagus (Tschudi, 1845)
- Marmosops ocellatus (Tate, 1931)
- Marmosops pakaraimae Voss, Lim, Díaz-Nieto & Jansa, 2013
- Marmosops parvidens (Tate, 1931)
- Marmosops paulensis (Tate, 1931)
- Marmosops pinheiroi (Pine, 1981)